# عملية طعن أرئيل 2018
وقعت عملية طعن أرئيل 2018 أو المعروفة إعلامياً باسم «عملية سلفيت» في يوم 5 فبراير 2018، عندما طَعَنَ فلسطيني أحد الإسرائيليين المتوقفين في إحدى محطات ركوب الحافلات على الطريق السريع 5 (طريق نابلس- يافا القديمة) قرب مفرق سلفيت في محافظة سلفيت بالضفة الغربية، مما أدى إلى مقتل الحاخام إيتمار بن غال (29 عاماً) من هار براخا. وقد فر المنفذ من مكان الحادث، وأعُلن عن اعتقاله بعد عملية مطاردة استمرت ستة أسابيع، استشهد خلالها الشاب خالد التايه.

## الحادث
وقعت الحادثة عند مفرق سلفيت على طريق 5 السريع، عندما تعرض إسرائيلي يقف بالقرب من إحدى محطات ركوب الحافلات للطعن عدة مرات في الجزء العلوي من جسمه. ثم لاذ المنفذ بالفرار.

## المنفذ
عبد الكريم عادل عاصي، شاب فلسطيني يحمل الهوية الإسرائيلية، يبلغ من العمر 19 عاماً ويقيم في يافا التي تسكنها والدته، أما والده، فيعيش في نابلس.

## المطارة
منذ حدوث العملية، فرض الجيش الإسرائيلي إجراءات أمنية مشددة في المنطقة واقتحم العديد من البلدات والقرى الفلسطينية القريبة بحثا عن منفذها دون جدوى. أبرز الملاحقات كانت في السابع من فبراير 2018 حيث داهم الجيش الإسرائيلي منطقة الجبل الشمالي في مدينة نابلس في محاولة باءت بالفشل للوصول إلى المنفذ، وأدى الاقتحام إلى استشهاد شاب فلسطيني وجرح 110 آخرين بينها إصابات خطيرة.
انتهت عملية المطاردة التي استمرت ستة أسابيع باعتقال المنفذ فجر 13 مارس 2018 في مدينة نابلس.